# 聖迪奧尼西奧 (烏蘇盧坦省)
聖迪奧尼西奧（西班牙語：San Dionisio），是薩爾瓦多的城鎮，位於該國東南部，由烏蘇盧坦省負責管轄，面積114.95平方公里，海拔高度34米，2007年人口4,945，人口密度每平方公里43.02人。
13°17′N 88°28′W / 13.283°N 88.467°W